# KV Farm
KV Farm – patrolowiec typu Nornen, używany przez Norweską Straż Wybrzeża. Został zbudowany w Stoczni Remontowej „Gryfia” w Szczecinie. Jego głównym zadaniem są Search and Rescue, zwalczanie pożarów, ochrona środowiska oraz służba celna i policyjna.
Okręt zaprojektowany został w norweskim biurze konstrukcyjnym Skipsteknisk AS (projekt ST-610). Kontrakt na jego budowę został podpisany 24 listopada 2004 r., a okręt dostarczono w około rok od rozpoczęcia budowy.
W październiku 2011 r. rząd Norwegii ogłosił, że zakupił pięć okrętów (w tym „Farma”) za 477 mln koron od Remøy Shipping, od których wcześniej wynajmował wszystkie patrolowce, co powinno skutkować oszczędnościami 111 mln koron, zanim okręty zostaną zezłomowane w 2030 roku.